# Marathon van Dubai 2004
De marathon van Dubai 2004 vond plaats op vrijdag 9 januari 2004. Dit was de vijfde editie van het jaarlijkse evenement, dat werd gesponsord door Samsung. 
De wedstrijd bij de mannen werd gewonnen door de Ethiopiër Gashaw Asfaw in 2:12.49. Met een ruime minuut voorsprong versloeg hij de Keniaan David Kiplagat. Bij de vrouwen was het Melese's landgenote Leila Aman die met de hoogste eer ging strijken, met slechts tien seconden voorsprong op haar landgenote Sisay Measo.

## Uitslagen

### Mannen
| rang   | naam             | land | tijd    |
| ------ | ---------------- | ---- | ------- |
| Goud   | Gashaw Asfaw     | ETH  | 2:12.49 |
| Zilver | David Kiplagat   | KEN  | 2:14.11 |
| Brons  | Tesfaye Malefon  | ETH  | 2:14.34 |
| 4      | Eric Kimaiyo     | KEN  | 2:14.53 |
| 5      | Nicholas Mutuku  | KEN  | 2:15.59 |
| 6      | Maweu Meshack    | KEN  | 2:17.16 |
| 7      | Bedaso Turbe     | ETH  | 2:18.06 |
| 8      | Gidem Gebrekidan | ETH  | 2:18.52 |
| 9      | David Koech      | KEN  | 2:20.33 |
| 11     | Habte Jifar      | ETH  | 2:22.53 |
| 12     | Luka Cherono     | KEN  | 2:23.42 |
| 13     | Dube Jillo       | ETH  | 2:30.18 |

### Vrouwen
| rang   | naam             | land | tijd    |
| ------ | ---------------- | ---- | ------- |
| Goud   | Leila Aman       | ETH  | 2:42.36 |
| Zilver | Sisay Measo      | ETH  | 2:42.46 |
| Brons  | Elena Makalova   | BLR  | 2:43.20 |
| 4      | Jiringo Getachew | ETH  | 2:43.41 |
| 5      | Hirut Legesse    | ETH  | 2:45.45 |
| 6      | Bededa Asegedech | ETH  | 2:48.01 |

2000 ·
2001 ·
2002 ·
2003 ·
2004 ·
2005 ·
2006 ·
2007 ·
2008 ·
2009 ·
2010 ·
2011 ·
2012 ·
2013 · 
2014 · 
2015 ·
2016 ·
2017